# Nyctinomops femorosaccus
Nyctinomops femorosaccus је сисар из реда слепих мишева и фамилије Molossidae. 

## Угроженост
Ова врста није угрожена, и наведена је као последња брига јер има широко распрострањење.

## Распрострањење
Врста има станиште у Мексику и Сједињеним Америчким Државама.

## Популациони тренд
Популација ове врсте је стабилна, судећи по доступним подацима.

## Станиште
Врста Nyctinomops femorosaccus има станиште на копну.